# ハンコック郡 (ケンタッキー州)

ケンタッキー州内の位置

ハンコック郡（Hancock County）は、アメリカ合衆国ケンタッキー州内に位置する郡である。人口は8,392人（2000年）。郡庁所在地はHawesvilleである。この郡はジョン・ハンコックの名を取って命名された。

## 地理
アメリカ合衆国統計局によると、この郡は総面積515 km2 (199 mi2) である。このうち489 km2 (189 mi2) が陸地で26 km2 (10 mi2) が水地域である。総面積の5.09%が水地域となっている。

### 隣接する郡
- スペンサー郡 (インディアナ州)  (オハイオ川を超えた、北西)
- ペリー郡 (インディアナ州)  (オハイオ川を超えた、北東)
- ブレッキンリッジ郡  (北東)
- オハイオ郡  (南)
- デイビース郡  (西)

## 人口動勢
2000年国勢調査で、この郡は人口8,392人、3,215世帯、及び2,436家族が暮らしている。人口密度は17/km2 (44/mi2) である。7/km2 (19/mi2) の平均的な密度に3,600軒の住宅が建っている。この都市の人種的な構成は白人97.97%、アフリカン・アメリカン0.85%、先住民0.29%、アジア0.17%、太平洋諸島系0.00%、その他の人種0.17%、及び混血0.56%である。ここの人口の0.76%はヒスパニックまたはラテン系である。
この郡内の住民は26.70%が18歳未満の未成年、18歳以上24歳以下が8.50%、25歳以上44歳以下が29.00%、45歳以上64歳以下が24.90%、及び65歳以上が11.00%にわたっている。中央値年齢は36歳である。女性100人ごとに対して男性は97.50人である。18歳以上の女性100人ごとに対して男性は95.80人である。
この郡内の世帯ごとの平均的な収入は36,914米ドルであり、家族ごとの平均的な収入は42,994米ドルである。男性は35,294米ドルに対して女性は23,574米ドルの平均的な収入がある。この郡の一人当たりの収入 (per capita income) は16,623米ドルである。人口の13.60%及び家族の11.40%は貧困線以下である。全人口のうち18歳未満の18.00%及び65歳以上の15.80%は貧困線以下の生活を送っている。

## 都市及び町
- Hawesville
- ルイスポート